# Placa aràbiga

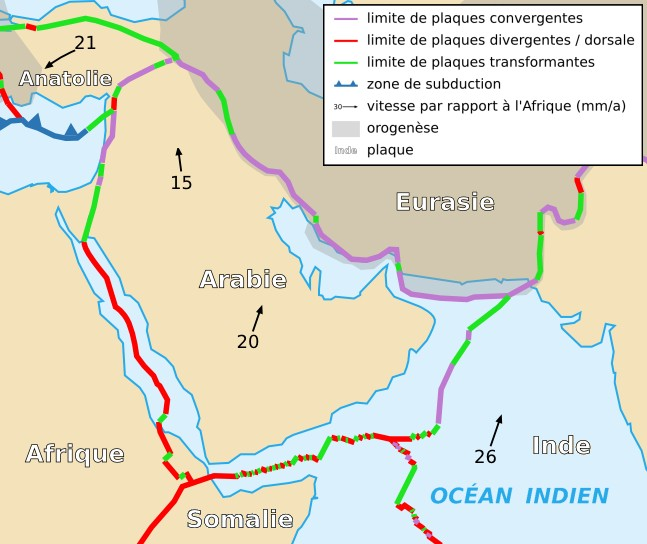
Mapa de la placa aràbiga

La placa aràbiga és una placa tectònica que ocupa la Península Aràbiga i part del Pròxim Orient. La seva superfície és de 0'120 82 estereoradiants (5.000.000 km²).
Amb més detall, cobreix:
- la totalitat de la península aràbiga i de Mesopotàmia i el sud-est d'Anatòlia;
- l'est de la Mar Roja i la Depressió d'Afar;
- el nord del Golf d'Aden, el nord-oest del Mar d'Aràbia i el Golf Pèrsic.

A certes zones de Turquia, on es troba el límit entre aquesta placa i l'eurasiàtica, es produeixen freqüents terratrèmols. En temps recents –dins una escala geològica–, la separació d'aquesta placa i la placa africana va crear el Rift del Mar Roig, que va ser ocupat per la Mar Roja.
Les plaques limítrofes són:
- Al nord, la placa eurasiàtica
- Al sur, la placa africana
- A l'est, la placa índia i la placa eurasiàtica
- A l'oest, la placa africana i la placa eurasiàtica